# Вольфович, Виталий Абрамович
[[|
Виталий Абрамович Вольфович (24 декабря 1948, Курган — 8 апреля 2016, Челябинск, Россия) — советский и российский музыкант, педагог, телеведущий, профессор кафедры народных инструментов и оркестрового дирижирования Челябинского государственного института культуры. Заслуженный работник культуры Российской Федерации. Автор и ведущий телепрограммы «Искры камина». Автор более чем шестисот публикаций на тему музыки, народного творчества.

## Биография
Родился 24 декабря 1948 года в городе Кургане Курганской области в семье польского еврея и уральской казачки. Дед по материнской линии Иван Николаевич Шатров — кавалер трех Георгиевских крестов, участник Первой мировой войны. Когда Виталию был год, семья переехала в Челябинск, в поселок Колупаевка (посёлок имени Урицкого), а затем в Локомотивный посёлок. Учился в общеобразовательной школе № 122 посёлка Локомотивного. Учитель музыки школы № 122 Михаил Николаевич Лавров в 1959 году организовал кружок баянистов, в котором занимался Вольфович. Лавров рекомендовал Вольфовичу учиться в музыкальной школе. Учился у Василия Федоровича Крылова.

В 1968 году окончил музыкальную школу № 1 г. Челябинска и поступил в Челябинский государственный институт культуры. Со 2-го курса института начал давать сольные концерты.

В 1973 году окончил музыкально-педагогический факультет Челябинского государственного института культуры по специальности «концертный исполнитель, дирижёр оркестра русских народных инструментов, педагог». После окончания вуза он был оставлен на кафедре, но был призван в армию.

Отслужив 2 года в рядах Советской Армии, с 1975 года работал в Челябинском государственном институте культуры. В 1979 году получил целевое место в ассистентуру-стажировку Уральской государственной консерватории, где совершенствовался как солист-исполнитель. Вольфович выступал не только в институте, но и в филармонии, музыкальном училище, музыкальных школах. Его репертуар был разнообразным, включал практически всю баянную литературу и переложения классики: сонаты Скарлатти, Гайдна, Моцарта; миниатюры Шуберта, Грига, Глинки, Бородина, Мусоргского. Играл и уральских композиторов, больше выделял творчество В. Ярушина. Выступал в качестве солиста с оркестром народных инструментов. В 1982 году прошёл ассистентуру-стажировку по баяну в Уральской консерватории имени М. П. Мусоргского у профессора Анатолия Яковлевича Трофимова. В 1996 году стал профессором кафедры народных инструментов (позже Кафедра народных инструментов и оркестрового дирижирования).

С 1988 года — руководитель центра народной музыки «Гармонь»

С 1994 года Виталий Вольфович работал на телевидении, вёл на ЧГТРК программу «Никто тебя не любит так, как я», которая просуществовала до 1999 года. Затем вёл программу «Искры камина» на телеканале ОТВ.

Вольфович написал две песни: «Челябинская колыбельная» на стихи челябинского врача Андрея Куклина и «Незабудка» на стихи хабаровского поэта, приславшего текст в адрес передачи «Искры камина».

Виталий Абрамович Вольфович умер у себя дома в Челябинске около 11 часов 8 апреля 2016 года после тяжелой болезни. В последние годы он страдал онкологическим заболеванием, перенес серьезную операцию.

Похоронен на Аллее Почетных захоронений Успенского кладбища города Челябинска Челябинской области.

## Награды, звания, премии
* Заслуженный работник культуры Российской Федерации, 1998 год
* Лауреат премии имени первого ректора Челябинского государственного института культуры П. В. Сапронова, 2004 год, За выдающиеся достижения в области развития и популяризации культуры и искусств
* Медаль «Честь и польза» международного фонда «Меценаты столетия», 2005 год
* Премия «Легенда академии», 2006 год

## Память
Дочери Виталия Абрамовича, Полина и Маргарита, учредили благотворительный фонд «Вольфович».

## Книги
Виталий Абрамович Вольфович — автор более чем шестисот публикаций на тему музыки, народного творчества, книг о музыкантах Южного Урала и учебно-методических изданий, среди них:

Написал 15 книг о традициях русской народной музыки и истории музыкальной культуры Челябинска, в т.ч: «Дети гармони».

* Вольфович, В. А. Челябинск музыкальный. — Челябинск: Юж.-Урал. кн. изд-во,, 1989. — 173 с. — 3000 экз. — ISBN 5-7688-0160-X.
* Вольфович, В. А. Играй, гармонь Уральская!. — Челябинск: Обл. орг. о-ва «Знание», 1991. — 132 с.
* Вольфович, В. А. Музыканты Южного Урала. — Челябинск: Обл. орг. о-ва «Знание», 1991. — 198 с. — 5000 экз.
* Вольфович, В. А. Поющее сердце Урала: творчество гармониста И. А. Плешивцева. — Челябинск: Книга, 1992. — 62 с.
* Вольфович, В. А. Растянула гармонь «Митрофановна»!. — Челябинск, 1993.
* Вольфович, В. А. Поющее сердце Урала: творчество гармониста И. А. Плешивцева. — 2-е изд., испр. и доп. — Челябинск: ЧГИИК, 1994. — 63 с.
* Вольфович, В. А. Русские национальные музыкальные инструменты: устные и письм. традиции: очерки по курсу «История исполнительства» для студентов муз. вузов и ин-тов культуры. — Челябинск: ЧГИИК, 1995. — 183 с. — 1000 экз.
* Вольфович, В. А. Русские национальные музыкальные инструменты: устные и письм. традиции: учеб. пособие по курсу «История исполнительства на рус. нар. муз. инструментах». — 2-е изд., испр. и доп. — Челябинск: ЧГИИК, 1997. — 306 с.
* Вольфович, В. А. Дети гармони. — Челябинск: ЧГАКИ, 2003. — 344 с. — 1500 экз. — ISBN 5-87184-290-9.
* Книга "Зимы и весны «Ариэля» (о развитии ансамбля «Ариэль», которым руководил его друг Валерий Иванович Ярушин) не опубликована.